# Kościół Trójcy Przenajświętszej w Machowej
Kościół Trójcy Przenajświętszej w Machowej – drewniany rzymskokatolicki kościół parafialny pw. Trójcy Przenajświętszej, zbudowany w 1778, znajdujący się w miejscowości Machowa.
W 1879 w rodzinnej krypcie grobowej (pod prezbiterium) machowskiego kościoła pochowana została Henrietta Ewa Ankwiczówna, która zapisała się w historii jako młodzieńcza miłość Adama Mickiewicza, adresatka jego wierszy: Do mego Cziczerona i Do Henrietty.
W 1968 obiekt wpisany do rejestru zabytków.

## Historia obiektu
Kościół zbudowano w 1778 z fundacji ówczesnego właściciela wsi Macieja Niemyskiego jako kapelanię dworską. W 1791 świątynię konsekrował biskup Florian Amand Janowski. Od 1889 była ekspozyturą (kościołem pomocniczym) parafii w Łękach Górnych, zaś jako samodzielna parafia została erygowana przez biskupa tarnowskiego Leona Wałęgę w 1925. W latach 1906–1909 pokryto dach blachą. W 1906 wykonano polichromię wnętrza. Kościół był odnawiany po zniszczeniach wojennych z 1944 oraz w latach 1959–1962, kiedy dobudowano przybudówki od południa. W latach 2012–2014 trwał remont świątyni. Wymieniono fundamenty i dolne belki ścian, wykonano konserwację więźby dachowej i przywrócono pokrycie gontowe.

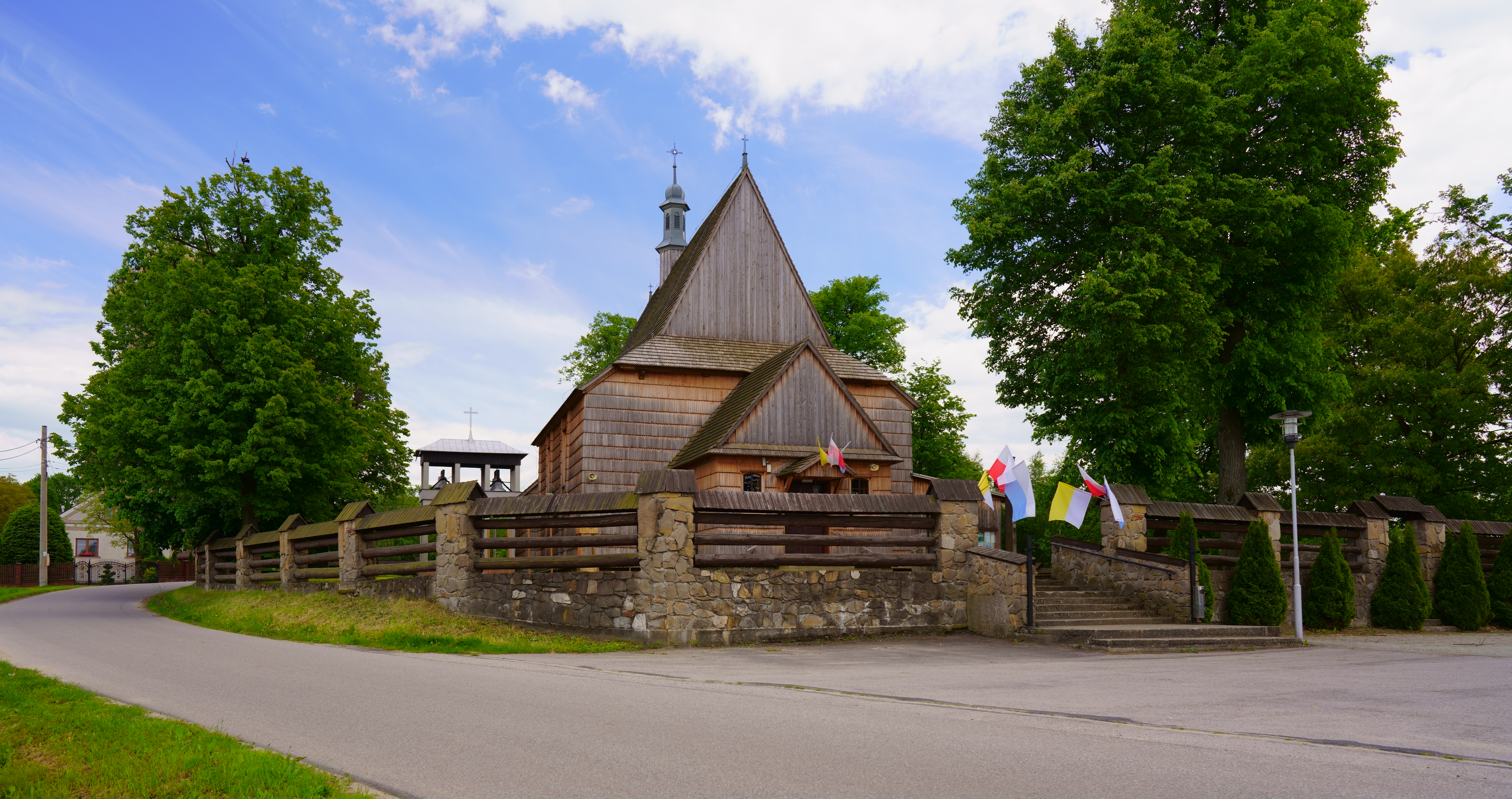
Widok ogólny
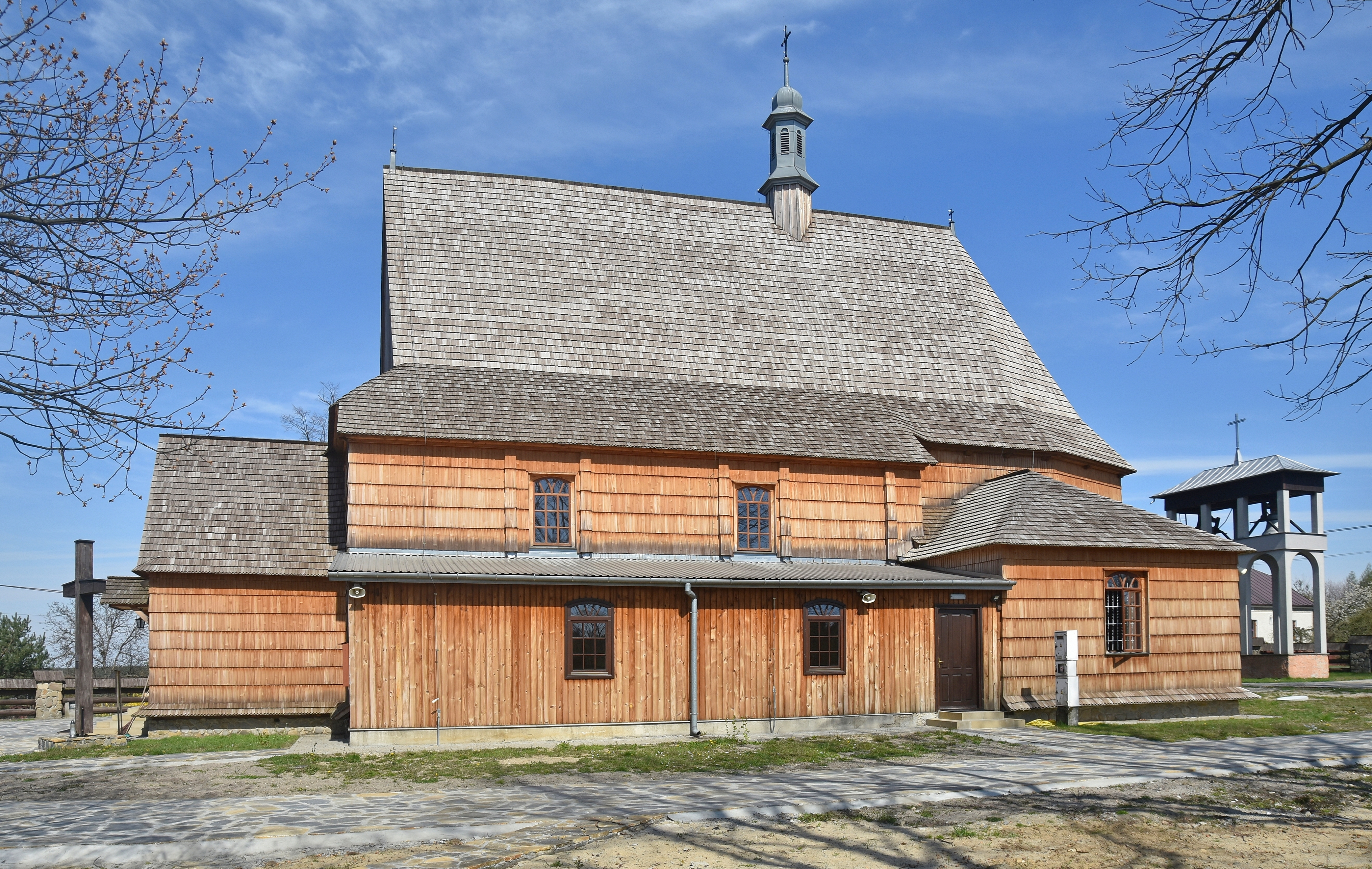
Elewacja południowa
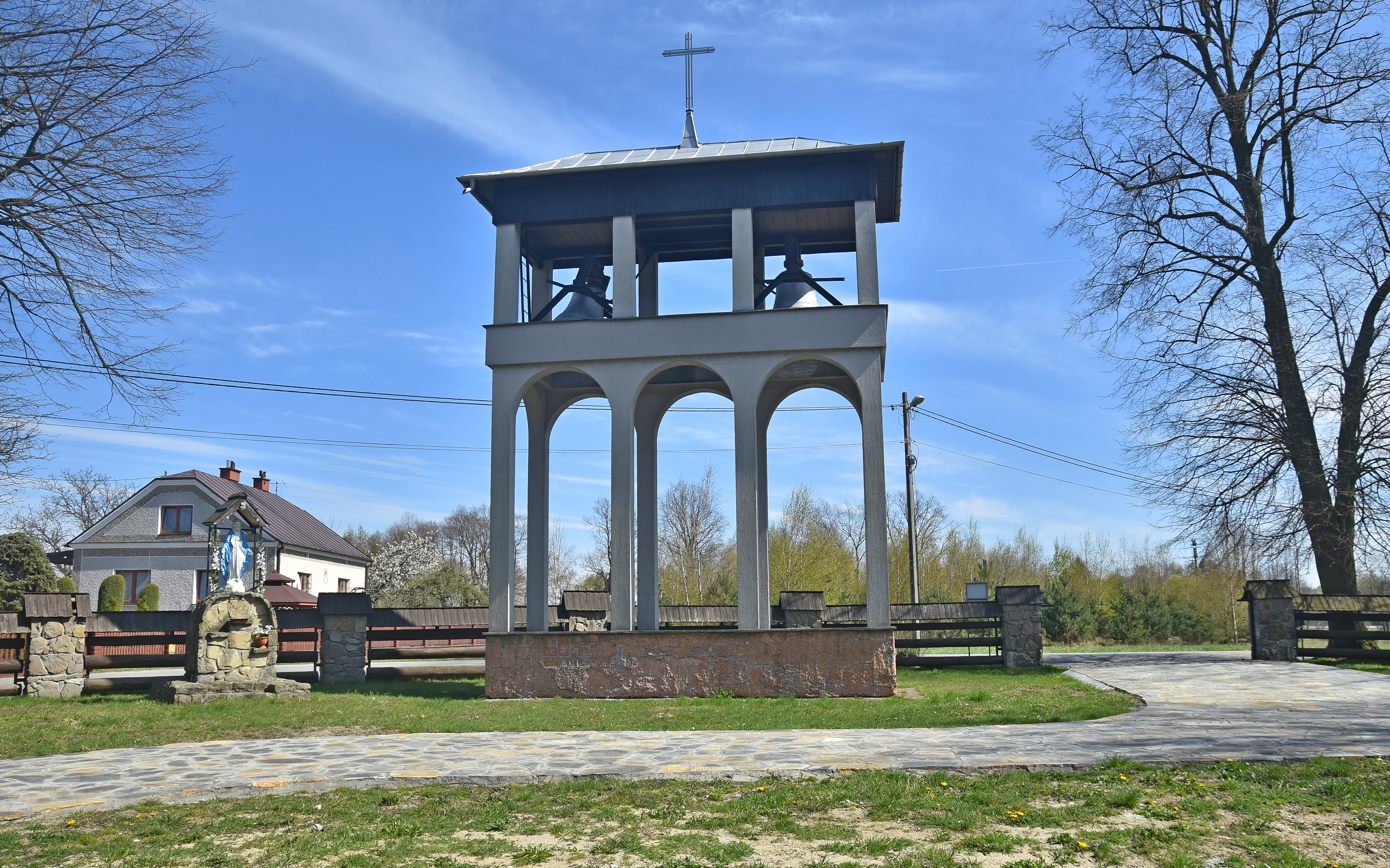
Dzwonnica
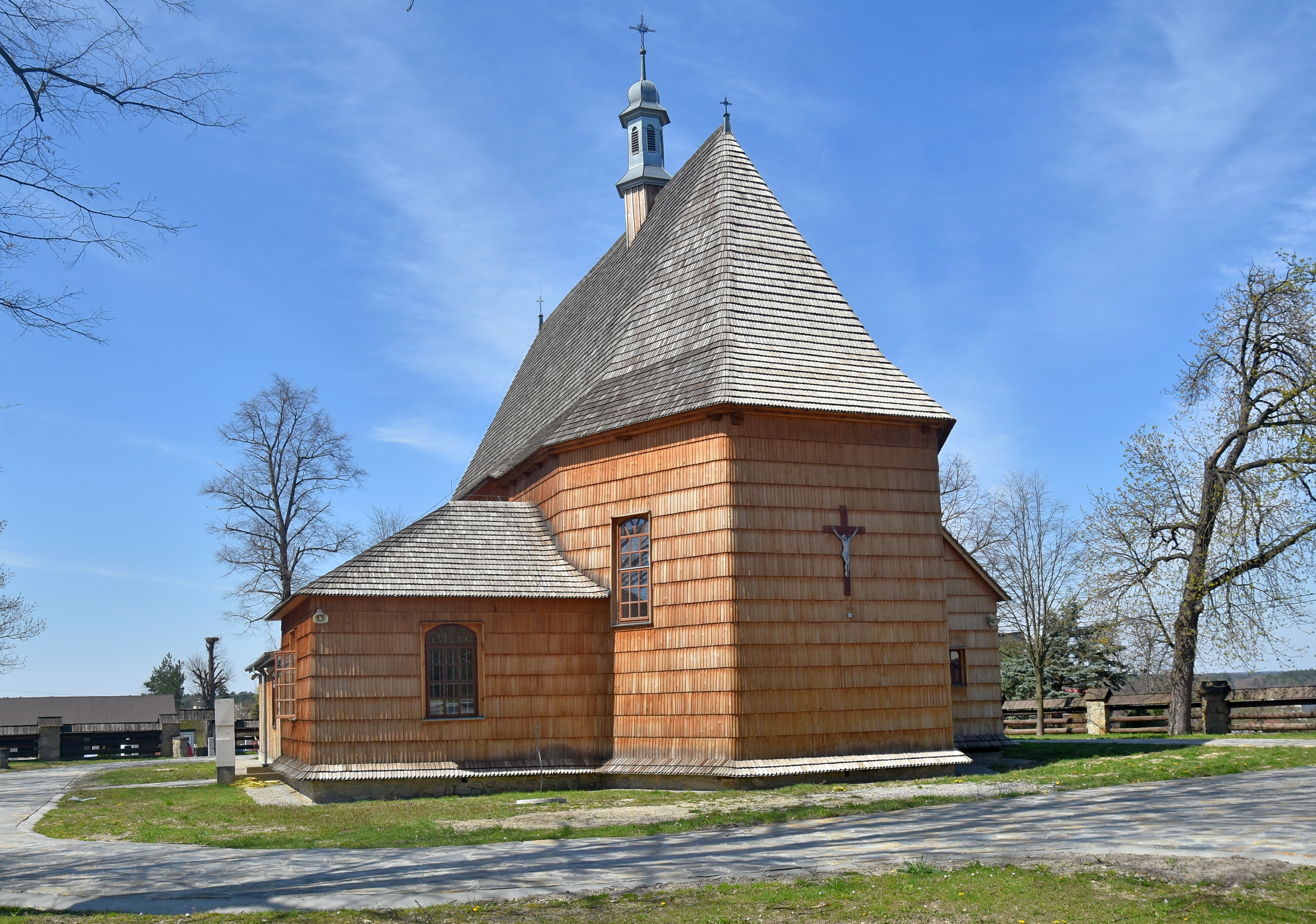
Widok od strony sanktuarium

## Architektura i wyposażenie
Budowla drewniana o konstrukcji zrębowej, orientowana, dwudzielna. Trójbocznie zamknięte prezbiterium i szersza nawa z kruchtą od frontu i przybudówką od południa zwaną salą Jana Pawła II. Przy prezbiterium od północy zakrystia, a od południa kaplica. Dach dwuspadowy kryty gontem z wieżyczką na sygnaturkę zwieńczoną latarnią z blaszanym hełmem. Ściany oszalowane gontem.
Wnętrze nakryte płaskim stropem z zaskrzynieniami w nawie wspartymi dodatkowo na czterech słupach. Ściany pokryte ornamentalną polichromią z 1906. Tęcza profilowana, zamknięta łukiem o wykroju zbliżonym do łuku pełnego. Na ścianie wschodniej prezbiterium zamiast architektonicznego ołtarza głównego obraz Trójcy Świętej w typie tzw. Tronu Łaski autorstwa Adama Giebułtowskiego z 1962. Pozostałe wyposażenie to dwa neogotyckie ołtarze boczne, ambona i chrzcielnica z 1927. Parapet chóru ozdobiony płaskorzeźbionym przedstawieniem Ostatniej Wieczerzy.

## Otoczenie
Od strony wschodniej znajduje się dzwonnica z XX w. z dwoma dzwonami Maria i Stanisław Kostka z 1954.
W obrębie dziedzińca kościelnego znajduje się grób Otto Schimka, austriackiego żołnierza służącego w czasie II wojny światowej w Wehrmachcie, rozstrzelanego za dezercję, a wedle przekazu jego siostry również za odmowę wykonania wyroku śmierci na polskich cywilach.